# (6438) Suárez
(6438) Suárez – planetoida z pasa głównego asteroid okrążająca Słońce w ciągu 3 lat i 120 dni w średniej odległości 2,23 j.a. Została odkryta 18 stycznia 1988 roku w Europejskim Obserwatorium Południowym przez Henriego Debehogne. Nazwa planetoidy pochodzi od Buenaventury Suáreza (1678-1750), argentyńskiego jezuity i pioniera astronomii. Przed nadaniem nazwy planetoida nosiła oznaczenie tymczasowe (6438) 1988 BS3.